# Oenotria Scopuli
Oenotria Scopuli (Oenotria Scopulus avant le 13 juin 2011) est un ensemble d'escarpements long d'environ 1 360 km situé sur la planète Mars dans la région de Tyrrhena Terra du quadrangle d'Iapygia et centré par 11,0° S et 76,9° E ; il s'agit d'un arc de cercle irrégulier plus ou moins concentrique (ou parallèle) à Isidis Planitia, située au nord-est de la région. Cette formation est vraisemblablement aussi ancienne que l'ensemble de la région, ce qui la ferait remonter au Noachien.